# Cuspidella humilis
Cuspidella humilis är en nässeldjursart som först beskrevs av Joshua Alder 1862.  Cuspidella humilis ingår i släktet Cuspidella och familjen Campanulinidae. Inga underarter finns listade i Catalogue of Life.